# 高田茂
高田 茂（たかだ しげる、1893年（明治31年）6月23日 - 1958年（昭和33年））は、昭和期の政治家。長野県飯田市長。旧名は上原 悌三郎。

## 来歴
長野県北安曇郡池田町村（現池田町）で、上原義一郎の四男として生まれた。旧制大町中学（現長野県大町岳陽高等学校）を経て、旧制東京高等蚕糸学校卒業。1929年（昭和4年）下伊那郡上飯田町（現飯田市）の旧庄屋で長野県会議長を務めた高田茂の養子となり、同名を襲名した。
1933年（昭和8年）上飯田町会議員、1937年（昭和12年）飯田市会議員を経て、1947年（昭和22年）に施行された初の公選による飯田市長選挙で当選し、1955年（昭和30年）3月まで2期務めた。1947年（昭和22年）4月の飯田大火の影響で延期となった第1回参議院議員通常選挙に対応し、市街地の復興などに尽力した。また、同年10月に県北を中心に行われた昭和天皇の戦後巡幸では、善光寺に宿泊した昭和天皇に復興状況を奏上する機会を得た。

## 親族
- 妻 高田あき（医師、県教育委員）[2]